# Podporezen
Podporezen je naselje v Občini Železniki.